# Soví skála

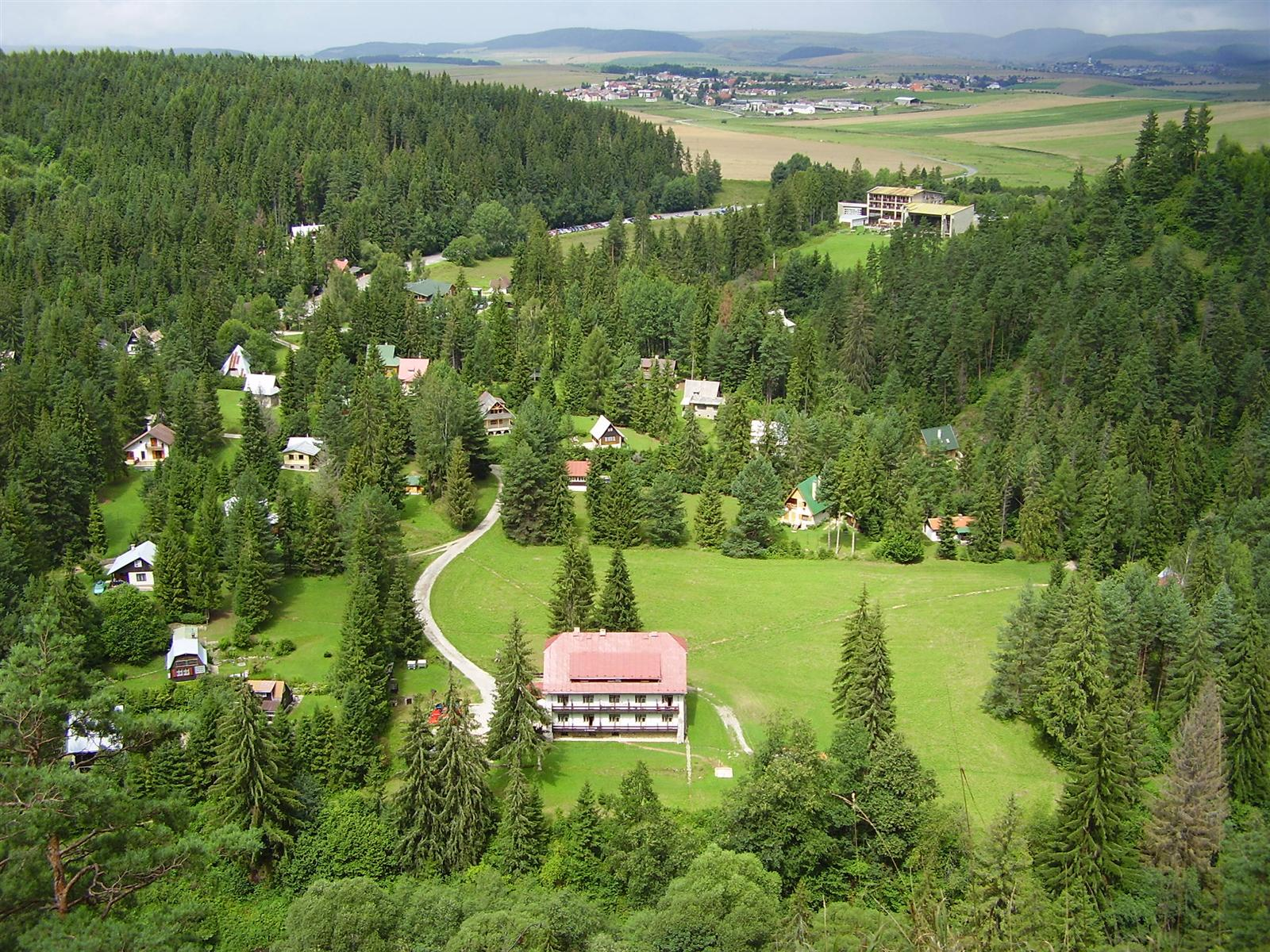
Pohled ze Soví skály na Čingov

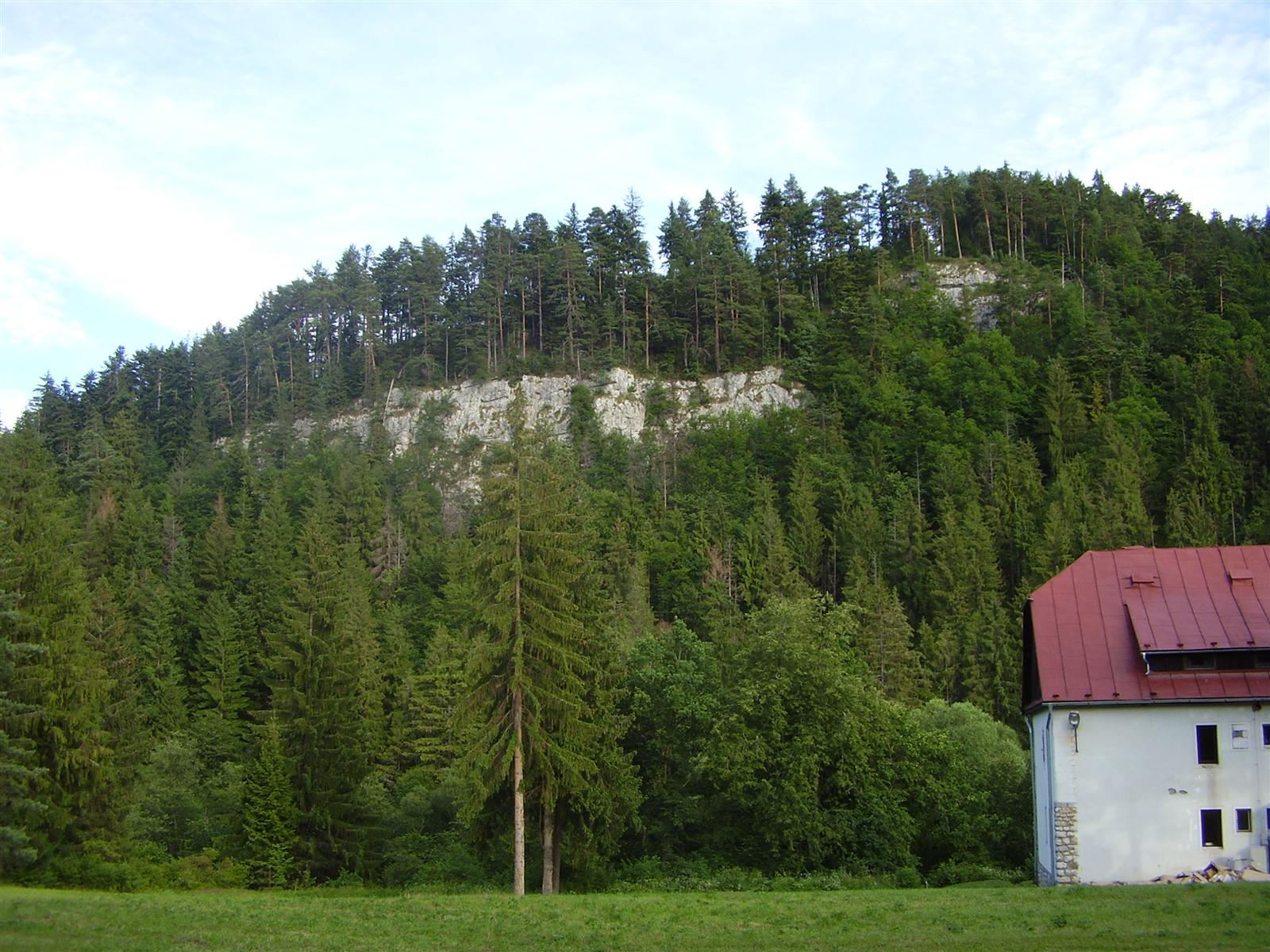
Soví skála od Geodézie na Čingově

Soví skála (slovensky Sovia skala) je skalní útvar ve Slovenském ráji nad Čingovem.
Soví skála se nachází nad turistickým centrem Čingov v blízkosti obcí Spišské Tomášovce a Smižany. Jedná se o významnou vyhlídku dostupnou z Čingova po zelené turistické značce (2 km do prudkého kopce) či z Košiarneho briežku (5 km pozvolným stoupáním). Soví skála nese jméno kvůli častému hnízdění sov.